# Perfil UPN

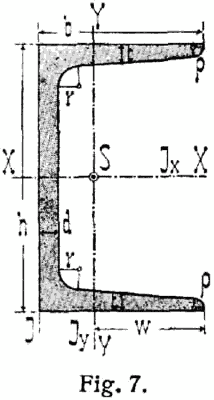
Secció transversal d'un perfil UPN

Un perfil UPN és un tipus de producte laminat la secció té forma d'U.
Les cares exteriors de les ales són perpendiculars a l'ànima, i les interiors presenten una inclinació del 8% respecte a les exteriors, de manera que les ales tenen gruix decreixent cap als extrems. La superfície interior de la unió entre l'ànima i les ales és arrodonida. Les ales tenen la vora exterior amb aresta viva i la superfície interior arrodonida.
S'usen com a suports i pilars, soldant dos perfils per l'extrem de les ales, formant una mena de tub de secció quasi quadrada, amb moment d'inèrcia molt semblant en els seus dos eixos principals. A més, en alguns casos permet l'ús de l'espai interior per fer conduccions.